# Роки III
„Роки III“ (на английски: Rocky III) е американска спортна драма от 1982 г. с участието на Силвестър Сталоун, който е режисьор и сценарист за филма. Той е продължение на „Роки II“ (1979) и е третият филм от поредицата „Роки“. Второстепенните роли се изпълняват от Талия Шайър, Бърт Йънг, Карл Уедърс и Бърджис Мередит.
Филмът излиза по кината в Съединените щати на 28 май 1982 г. в разпространение от MGM/UA Entertainment Co. Песента „Окото на тигъра“ получава номинация „Оскар“ за най-добра оригинална песен. Продължението – „Роки IV“, излиза през 1985 г.

## Филми от поредицата за „Роки“
Поредицата „Роки“ включва 9 филма:
- „Роки“ (1976)
- „Роки II“ (1979)
- „Роки III“ (1982)
- „Роки IV“ (1985)
- „Роки V“ (1990)
- „Роки Балбоа“ (2006)
- „Крийд: Сърце на шампион“ (2015)
- „Крийд 2“ (2018)
- „Крийд 3“ (2023)